# 10656 Albrecht
10656 Albrecht (2213 T-1) là một tiểu hành tinh vành đai chính. Nó được đặt theo tên nhà thiên văn học người Đức Carl Theodor Albrecht.